# James Gordon (truyện tranh)
Ủy viên James "Jim" Gordon là một nhân vật hư cấu xuất hiện trong loạt truyện tranh của hãng DC Comics. Nhân vật này xuất hiện lần đầu trong tập truyện Detective Comics #27 vào tháng 5 năm 1939 (cùng lúc với Batman), được sáng tạo bởi Bill Finger và Bob Kane. Ông là đồng minh thân cận đầu tiên và lâu năm nhất của Batman.

## Tiểu sử
Ủy viên James Gordon là người đứng đầu Sở Cảnh sát Thành phố Gotham (Gotham City Police Department hay GCPD). Từng là một sĩ quan cảnh sát trước khi được bầu làm ủy viên, ông được miêu tả là một người mẫn cán và luôn hết mình vì công việc. GCPD dưới thời của Ủy viên Gordon luôn là một trợ thủ đắc lực chiến đấu cùng Batman. Ủy viên James Gordon là cha của Barbara Gordon (Batgirl thứ hai/Oracle) và James Gordon, Jr. (James Gordon con, sau này là một tội phạm).

## Ngoài truyện tranh
Ủy viên James Gordon xuất hiện trong nhiều phim hoạt hình, phim truyền hình, phim điện ảnh, và tựa game về đề tài Batman. Nhân vật này được thể hiện bởi Lyle Talbot trong series Batman and Robin năm 1949, Neil Hamilton trong loạt phim truyền hình Batman năm 1960, Pat Hingle trong Batman năm 1989, Gary Oldman trong loạt phim bom tấn 3 phần The Dark Knight (2005 - 2008 - 2012), và Ben McKenzie trong loạt phim truyền hình mới Gotham (2014 - 2019). Ngoài ra ông còn có mặt trong series game nổi tiếng Batman: Arkham.

## Ảnh hưởng văn hóa
Trong danh sách "200 nhân vật truyện tranh vĩ đại nhất mọi thời đại" ("200 Greatest Comic Book Characters of All Time") của tạp chí Wizard năm 2008 thì Ủy viên James Gordon đứng ở vị trí số 22. Năm 2011, IGN xếp ông ở vị trí thứ 19 trong danh sách "Top 100 anh hùng mọi thời đại trong thế giới truyện tranh" ("Top 100 Comic Book Heroes of All Time").